# Земит, Фридрих Андреевич
Фридрих Андреевич Земит (латыш. Friedrichs Zemitis) (1868, Рижский уезд, Российская империя — 1938, Московская область, Советский Союз) — народный комиссар финансов Временного рабоче-крестьянского правительства Украины.

## Биография
Родился в латышской семье. Получил низшее образование.
С 1880 по 1889 год был  рабочим-станочником на пяти фабриках, грузчиком в рижском порту, землекопом на строительстве Балтийской железной дороги, рабочим в ресторане, кондуктором омнибуса.
В 1889–1896 годах становится актёром и режиссёром театра в Риге, совмещая эту  деятельность с работой «приходящего бухгалтера» в мелких торговых фирмах (курс бухгалтерии изучил самостоятельно), а также служа переписчиком у нотариуса. Затем год работал рабочим на игольной фабрике. С 1897 года вновь занялся режиссурой, одновременно заведуя магазином и книжным издательством латышского писателя Рудольфа  Блаумана.
В 1903 году переехал в Санкт-Петербург. Сначала работал редактором и корреспондентом латышской газеты «Петербургас  Авизес», после её закрытия с осени 1905 стал главным бухгалтером петербургского представительства акционерного общества «Луй  Гессер и Ко». В 1907–1910 годах являлся российским сотрудником берлинского журнала «Allgemeine Ausstellungszeitung».
В 1910 перебрался в Харьков, где стал главным бухгалтером технической конторы «Инженер». В 1913 переехал в Одессу и занял аналогичную должность в акционерном обществе «Книп и Вернер». В 1915 поступил на службу главным бухгалтером транспортноэкспедиционной фирмы «Торговый дом Н. А. Шретер».
С 1904 член РСДРП. Член Исполнительного комитета Одесского Совета.
С января 1918 член Одесского военно-революционного комитета. В дальнейшем в том же году становится народным комиссаром почт и телеграфа Одесской советской республики. С 28 ноября 1918 до 1919 народный секретарь финансов Временного рабоче-крестьянского правительства Украины.
С осени 1919 до октября 1920 возглавлял Сибфинупр (одновременно отдел Сибревкома и представительство народного комиссариата финансов РСФСР в Сибири).
Впоследствии на хозяйственной работе.
Проживал в Москве по адресу Настасьинский переулок, дом 3, квартира 6. К моменту ареста пенсионер.
30 ноября 1937 территориальным органам НКВД была разослана шифрованная телеграмма за подписью наркома Н. И. Ежова с грифом «совершенно секретно» о  проведении в стране операции по репрессированию латышей. В этот же день Земита и его жену-пенсионерку Викторию Петровну (1879–1938), латышку по национальности, арестовали и исключили из ВКП(б) «как  контрреволюционеров и националистов». Их обвинили в участии в фашистской организации, созданной по заданию латвийской разведки. Викторию Петровну расстреляли 3 февраля 1938. Приговор Ф. А. Земиту вынесен Комиссией НКВД и Прокуратуры СССР 11 февраля 1938. Виновным себя не признал. Был расстрелян 26 февраля 1938 на Бутовском полигоне НКВД под Москвой. Реабилитирован посмертно 29 мая 1958 за отсутствием состава преступления.